# Йоасаф II Константинопольський
Йоасаф II, так званий «Великий» — Патріарх Константинопольський з 1556 по 1565 рік.

## Біографічні дані
Він народився в селі Крапсі в Яніні в Епірі. Навчався у Філантропічному монастирі в Яніні, а потім у Нафпліоні. Вивчив арабську, перську та турецьку мови. У 1535 році патріарх Єремія I висвятив його на митрополита Адріанопольського. Він залишався на цій посаді протягом двадцяти років і після вбивства Патріарха Діонісія II у липні 1556 року став його наступником на Вселенському Престолі. Схоже, що він був обраний патріархом за підтримки галатів (мешканців Галати) і проти волі первосвящеників і правителів Константинополя.

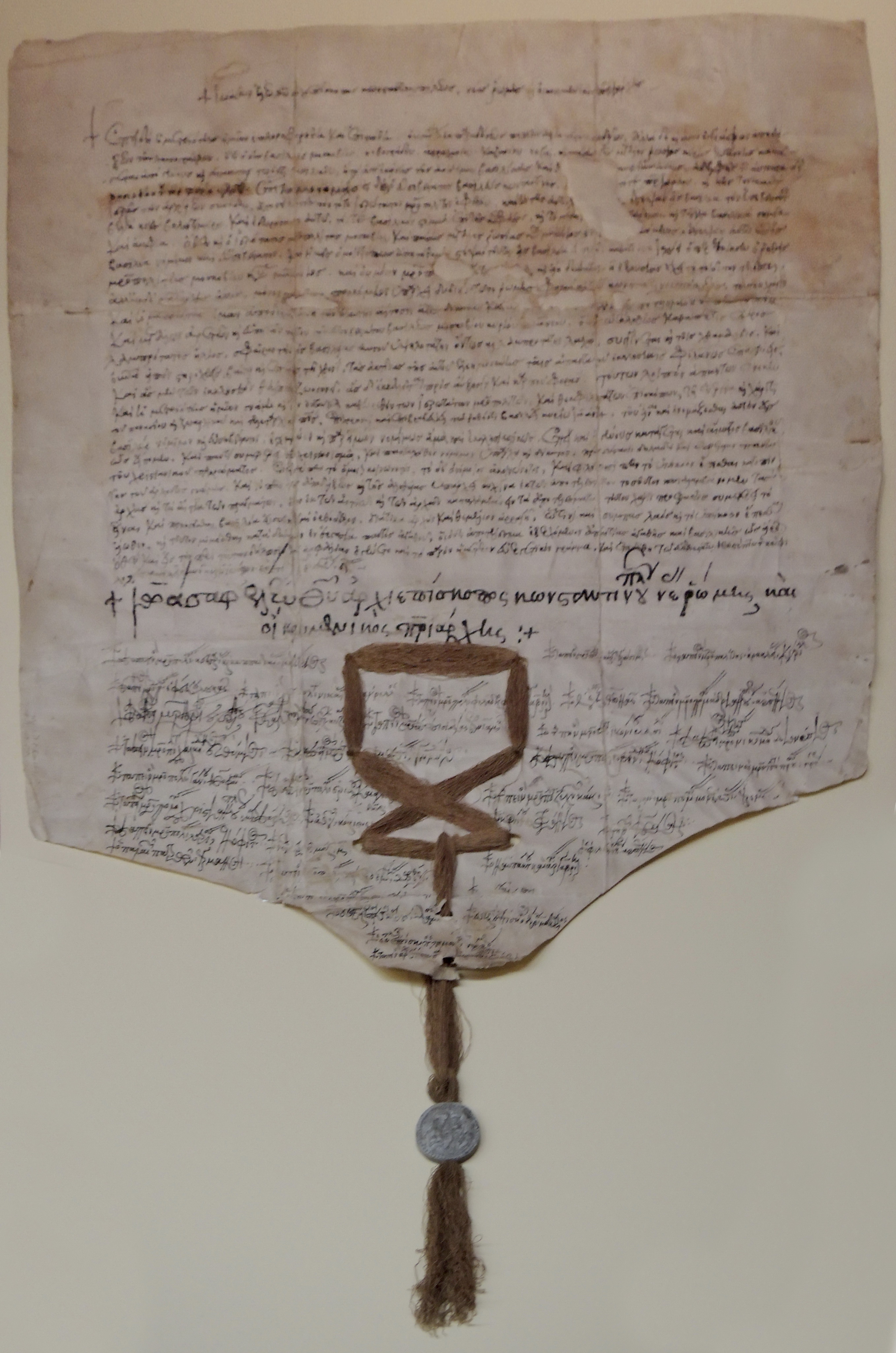
Свинцева печать з підписом Йоасафа II (1560)

Під час свого Патріарства він займався фінансами Церкви, які покращив. Він удвічі зменшив борги патріархату, а також плату за обрання патріарха на тисячу флоринів. У 1564 році він заснував Економічний комітет, що складався з Великого економіста та деяких мирян. Він також розпочав масштабну реконструкцію для розширення Патріархату та пожертвував тисячу флоринів зі свого особистого майна монастирю Паммакарістос.
Йоасаф займався пропагандою писемності, монастирськими та парафіяльними питаннями. За наполяганням Сокола Мехмета-паші він відновив патріаршу честь для Печського собору Сербії. Він виявив інтерес до реформації і навіть послав ієродиякона Димитрія до Віттенберга, щоб отримати інформацію з перших уст. Він привіз йому текст Августівського віросповідання 1559 року. Йоасаф розчарувався в позиції протестантів і більше не брав участі у контактах з ними. За його часів був складений «Іменник Великої Церкви», який тривалий час був офіційним юридичним збірником для християн Османської імперії.
Проти нього виступили могутній кандидат того часу Михайло Кантакузин і митрополит Кесарії Митрофан, які перемогли його і зуміли скинути з престолу в січні 1565 року. Він пішов на Афон і попросив переглянути своє питання. Священний Синод виправдав його і повернув в Адріанопольську єпархію, де він залишався до самої смерті.

## Виноски та посилання

### Виноски
1. ↑  Θεωρείται ότι το προσωνύμιο «Μεγαλοπρεπής»[1], σε μια εποχή που Σουλτάνος ήταν ο Σουλεϊμάν, ο επονομαζόμενος επίσης «Μεγαλοπρεπής», συνιστά υπόμνηση της φιλοδοξίας του Πατριαρχείου να παίξει έναν ρόλο αρχής παράλληλης προς την σουλτανική[2].